# Алга (Кадамжайский район)
Алга (кирг. Алга) — село в Кадамжайском районе Баткенской области Кыргызстана. Административный центр айылного аймака Молдо Нияз.

## География
Село расположено в восточной части области, вблизи государственной границы с Узбекистаном, на расстоянии приблизительно 20 километров (по прямой) к северо-западу от города Кадамжай, административного центра района. Абсолютная высота — 716 метров над уровнем моря.

## Население
Согласно оценочным данным Национального статистического комитета Кыргызской Республики, численность населения села на начало 2023 года составляла 4622 человека.
| год     | 2009 | 2014 | 2015 | 2020 | 2021 | 2023 |
| ------- | ---- | ---- | ---- | ---- | ---- | ---- |
| человек | 2542 | 3422 | 3757 | 4284 | 4362 | 4622 |